# 디미트리오스 톰프로프
디미트리오스 톰프로프(영어: Dimitrios Tomprof, 1878년 ~ ?)는 그리스의 육상 선수이다. 오스만 제국의 스미르나 출신으로, 그는 아테네에서 열린 1896년 하계 올림픽에 참가했다.
톰프로프는 800m 종목에 참가했으며 예선전에서 4위나 5위를 기록했다. 그와 팀동료인 안겔로스 페치스 중에 누가 4위를 했는지는 모른다. 하지만 2위까지만 결승에 나갈 수 있어서 둘 다 결승에 나가지는 못했다.
그는 1500m에도 참가했다. 완주를 했으며 순위는 중후반대로 알려져있다..